# Jim Knopf und Lukas der Lokomotivführer (Film)
Jim Knopf und Lukas der Lokomotivführer ist eine Realverfilmung des gleichnamigen Kinderbuchs von Michael Ende. Die Regie übernahm Dennis Gansel. Der Film wurde produziert von Christian Becker. Für die filmische Umsetzung stand mit fast 25 Mio. Euro eines der größten Budgets zur Verfügung, das je für eine deutsche Filmproduktion bereitgestellt wurde.
Die offizielle Weltpremiere von Jim Knopf und Lukas der Lokomotivführer fand am 18. März 2018 im Cinestar-Kino am Potsdamer Platz in Berlin statt. In deutschen Kinos startete der Film am 29. März 2018. Der Film wurde zunächst nur in Deutschland, Litauen und Estland in die Kinos gebracht.

## Handlung

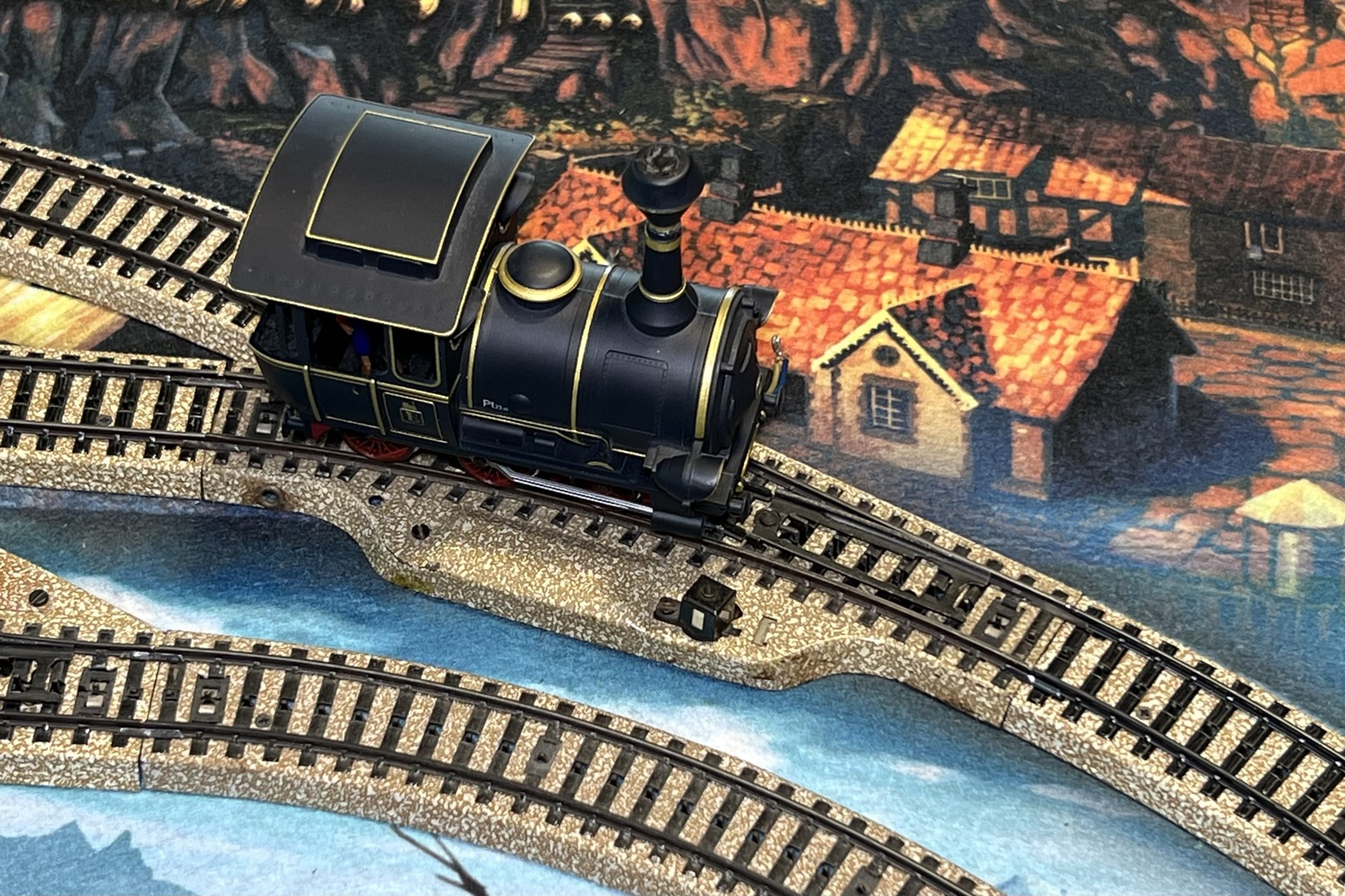
Merchandise Produkte von Märklin. Lokomotive Emma und Spielunterlage zum Kinofilm, 2024

Der Film folgt weitgehend der Buchvorlage, wonach Jim Knopf als Waisenkind auf der winzigen Insel Lummerland landet und von Frau Waas großgezogen wird. Als Jim 14 Jahre alt wird, wird Lukas ins Schloss bestellt und ihm eröffnet, dass die Insel zu klein für seine Emma, die Lokomotive, und Jim sei und er sich deshalb von Emma trennen solle. Dies sehen jedoch weder Jim noch Lukas ein und die beiden machen sich auf eine große Fahrt. Ziel ist es, herauszufinden, wo Jim herkommt.
Ihre erste Reise führt sie in das Kaiserreich Mandala und dort in die Hauptstadt Ping. Dort treffen sie nach einigen Verwicklungen den Kaiser, der sehr traurig ist, da seine Tochter Prinzessin Li Si entführt wurde. Jim und Lukas machen sich auf den Weg, sie zu befreien. Sie durchqueren die Wüste und treffen den Scheinriesen Herrn Tur Tur, der sie vor dem sicheren Tod rettet, nachdem Emma zu wenig Wasser hatte.
Schließlich gelangen sie mit Hilfe des Halbdrachen Nepomuk nach Kummerland in die Drachenstadt. Da erkennt Jim, dass er eigentlich hier, bei dem Drachen Frau Mahlzahn, landen sollte und die Post das Paket einfach verwechselt hatte. Mit Hilfe des Halbdrachen Nepomuk, dessen kaputten Vulkan Lukas und Jim reparieren, erfahren sie den Weg in die Drachenstadt. Dort gelingt es Jim und Lukas, die Kinder zu befreien, die Frau Mahlzahn in einer Art Schule gefangen hält. 
Zurück beim Kaiser wird Frau Mahlzahn eingesperrt. Sie bedankt sich bei Jim und Lukas, dass sie sie verschont haben. Durch diesen Gnadenakt verwandelt sie sich in einen goldenen Drachen der Weisheit. Und so dürfen sie ihr eine Frage stellen. Obwohl Jim an seiner Herkunft interessiert ist, fragt er sie, wie Jim und Lukas nach Lummerland zurückkehren können. Die Antwort ist eine schwimmende Insel, die das Staatsgebiet vergrößert.
In Lummerland werden sie frenetisch begrüßt, als sie mit der schwimmenden Insel zurückkehren. Etwas später bekommt Emma ein Baby: die kleine Lokomotive Molly, so dass Jim auch ein Lokomotivführer werden kann. Jim berichtet, dass er nichts über seine Herkunft wissen wollte, da nun Lummerland seine Heimat ist.

## Produktion
Die deutsche Koproduktion wurde vom FFF Bayern im Rahmen des Sonderprogramms Internationale Koproduktionen und VFX mit 1,8 Mio. Euro gefördert und von Rat Pack Filmproduktion, Malao Film und Studio Babelsberg Motion Pictures produziert.
Nach Angaben der beteiligten Produktionsgesellschaften ist der Film mit fast 25 Millionen Euro eine der aufwendigsten und teuersten Kinoproduktionen der deutschen Filmgeschichte.
Die Dreharbeiten starteten im Herbst 2016 in Bayern in den Bavaria-Studios. Wüstenszenen entstanden in Kapstadt. Der überwiegende Teil des Films entstand in Potsdam-Babelsberg. Im Studio Babelsberg wurde beispielsweise der Kaiserpalast von Mandala aufgebaut. 
Die Kulissenbauer errichteten weiterhin die Kulissen der Insel Lummerland, darunter den Bahnhof von Lummerland, Gebirge und Tunnel mit Gleisen und das Haus von Frau Waas, auf dem Gelände des benachbarten Themenparks Filmpark Babelsberg. Inklusive der Lokomotive Emma kann es als Teil der Attraktionen des Filmparks besichtigt werden.
Die von Ralf Wengenmayr komponierte Filmmusik wurde vom Deutschen Filmorchester Babelsberg eingespielt.

## Synchronisation
Der Film wurde teilweise auf Deutsch und teilweise auf Englisch gedreht, da einige Darsteller, wie Solomon Gordon oder Leighanne Esperanzate, kein Deutsch sprachen. Daher musste ein Teil des Films synchronisiert werden. Außerdem gibt es einige animierte Figuren, wie Nepomuk oder Frau Mahlzahn, die ebenfalls synchronisiert werden mussten.
| Rolle                          | Darsteller            | Synchronsprecher     |
| ------------------------------ | --------------------- | -------------------- |
| Jim Knopf                      | Solomon Gordon        | Finn Posthumus       |
| Prinzessin Li Si               | Leighanne Esperanzate | Hedda Erlebach       |
| Ping Pong                      | Eden Gough            | Franz Hagn           |
| Pung Ging (Kaiser von Mandala) | Kao Chenmin           | Fred Maire           |
| Nepomuk                        | –                     | Michael Bully Herbig |
| Frau Mahlzahn                  | –                     | Judy Winter          |
| Erzähler                       | –                     | Thomas Fritsch       |

## Einspielergebnisse
Bis zum 31. Mai 2020 hatte der Film in Deutschland mit 1,9 Millionen Kinobesuchern 12,4 Millionen Euro eingespielt. Insgesamt spielte der Film weltweit 12,7 Millionen US-Dollar ein. Der Film konnte sich nach der Startwoche in den Kinocharts mehrere Wochen in der unteren Hälfte der Top-10 halten. Im Filmjahr 2018 erreichte er Platz 13 und war nach Der Junge muss an die frische Luft die erfolgreichste deutsche Produktion.

## Unterschiede zum Buch
Im Buch wird erwähnt, wie Jim Knopf sagt, er könne nicht lesen, schreiben und rechnen. Im Film kann Jim jedoch die Flaschenpost lesen.
Von der Monsterwelle, die im Film zu sehen ist, steht im Buch nichts.

## Rezeption
epd Film urteilte, dass die Inszenierung steif und blutleer erscheine, woran auch die Akteure nichts änderten. Die tricktechnische Umsetzung sei zwar sympathieweckend, bringe aber die Bebilderung nicht zu eigenem Leben. Die überbordende Menge an Computereffekten war auch Spiegel Online negativ aufgefallen, der dadurch die Fantasie in den Köpfen der Zuschauer letztlich ausgeschlossen sah. Damit sei auch „das Glück, das es bedeutet, ganz und gar in andere Welten abzutauchen – und dort sich selbst zu begegnen“ ausgeschlossen.
Ein milderes Fazit zog Die Nacht der lebenden Texte, wo zwar bemängelt wurde, dass die Moral der Geschichte „mit dem Holzhammer in die Zuschauer gehauen“ werde, der Film aber letztlich sowohl Jüngere als auch Ältere mitnehme, was nicht alle Filme schafften. Diesen Eindruck teilte auch Filmaffe, zumal der Film älteren Zuschauern die Gelegenheit gebe, wieder in ein Abenteuer aus der Erinnerung der eigenen Kindheit einzutauchen.
Zu einem positiven Urteil kommt der Filmdienst: „Grandiose Kinobilder, eine in den Haupt- wie in den Nebenrollen hervorragende Besetzung und spektakuläre Schauwerte vereinen sich zu einer zeitgemäßen Adaption, die trotz aller im Computer generierten Effekte stets bei der Geschichte und den skurrilen Charakteren bleibt. Kuriose Erlebnisse und feine Figurenzeichnung, atemberaubende Action und die gemeinsame Suche nach Identität halten sich so die Waage.“
Die Filmbewertungsstelle Wiesbaden verlieh das Prädikat besonders wertvoll. In der Jury-Begründung heißt es u. a.: „Mit für den deutschen Produktionsmarkt erkennbar sehr großem finanziellen Einsatz entstand ein optisch überwältigend schöner Film. Eindrucksvoll und phantasiereich sind die Bauten sowie die farbenprächtige und detailgenaue Ausstattung. … Dennis Gansel inszeniert die Geschichte um Jim Knopf stilsicher und äußerst kindgerecht, was auch der Besetzung der Charaktere und deren Spiel bestens entspricht.“

## Rassismus- und Sexismusvorwürfe
Auch wenn Michael Endes Buch ein Kinderbuchklassiker geworden ist und eigentlich für Weltoffenheit und Toleranz steht, so wird die Buchvorlage aus dem Jahr 1960 heute von manchen in einigen Handlungsteilen als problematisch angesehen, unter anderem weil Jim an einer Stelle mit dem Wort „Neger“ belegt wird und auch Jims Haut mit der des rußverschmierten Lukas verglichen wird. 
Der Film verzichtet auf viele Klischees gegenüber schwarzen Menschen, so auf das Klischee, dass Jim in der Vorlage nicht lesen und schreiben konnte (im Film ist es Jim, der Li Sis Brief liest). Dennoch fänden sich laut Burkhard Wetekam einige wenige rassistische „Momente“ im Film, die auch Anlass zur Diskussion bieten würden. So trifft Jim bei Frau Mahlzahn einen anderen schwarzen Jungen, der „aus dem Land der Löwen und Elefanten“ komme. Damit würde aus der Sicht Wetekams Afrika zu einem „Land“ ernannt, zudem scheint sich seiner Meinung nach hier eine Art kolonialistischer Blick zu spiegeln. In dieser Schulszene, die laut Rochus Wolff auch in der Vorlage problematisch sei, sitzen zudem alle Kinder in einer vermeintlichen ethnischen Tracht an den Schulbänken, darunter aber auch ein Bayer in Lederhosen. Auch einige ostasiatische Klischees der Vorlage, die insbesondere in der Hauptstadt Mandala zur Handlung gehören, wurden ausgebessert, wenngleich dennoch einige asiatische Stereotypien Verwendung finden.
In der taz wies Lalon Sander zudem darauf hin, dass auch einige sexistische Klischees der Vorlage nicht nur beibehalten, sondern noch verstärkt wurden. So findet sich im Film eine Szene, in der Herr Ärmel (gespielt von Christoph Maria Herbst) seine Wäsche zu Frau Waas (Annette Frier) bringt. Diese Szene gibt es im Buch nicht. Diese Szene unterstreiche das sexistische Klischee von Frau Waas als Hausfrau. Auch etwas problematisch sei die Szene, als Nepomuk über seinen Vater sagte, dieser sei wohl kurzsichtig gewesen, da er mit einem Nilpferd ein Kind gezeugt habe. Die Szene rechnet im Original mit der nationalsozialistischen Rassenlehre ab, hier reduziere er die Frau auf das Äußere und füge noch eine rassistische Komponente hinzu, denn das Nilpferd kam aus Afrika. Regisseur Dennis Gansel wies aber auch darauf hin, dass er versucht habe, im Zuge der Drehbucherstellung das Frauenbild moderner zu gestalten. So entschied er sich für eine aktivere Rolle von Prinzessin Li-Si sowie für die Auslassung der Hochzeit am Ende.
Die taz kommt zum Fazit, dass der Film rassistische Inhalte der Buchvorlage bedeutsam verbessert habe, jedoch weiterhin stereotype Klischees bediene und am Sexismus festhalte.

## Auszeichnungen
- 2018: Kinder-Medien-Preis Der weiße Elefant in der Kategorie Beste Kinoproduktion
- 2018: Festival des deutschen Films – Der goldene Nils

## Fortsetzung
Im Oktober 2020 kam die Verfilmung des zweiten Bands Jim Knopf und die Wilde 13 in die deutschen Kinos. Die Dreharbeiten wurden im Mai 2019 abgeschlossen. Die Regie führte wieder Dennis Gansel.